# Čista Velika
Čista Velika – wieś w Chorwacji, w żupanii szybenicko-knińskiej, w mieście Vodice. W 2011 roku liczyła 472 mieszkańców.